# Pseuderanthemum crenulatum
Pseuderanthemum crenulatum är en akantusväxtart som först beskrevs av John Lindley, och fick sitt nu gällande namn av Ludwig Radlkofer. Pseuderanthemum crenulatum ingår i släktet Pseuderanthemum och familjen akantusväxter. Inga underarter finns listade i Catalogue of Life.